# Воронцова, Валентина Григорьевна
Валентина Григорьевна Воронцова (род. 26 июля 1982 года) — российская ватерполистка.

## Карьера
Родилась в п. Кабардинка (Краснодарский край). Воспитанница волгодонского водного поло и тренера А.П. Красичкова.

### Клубная карьера
Первой командой Валентины была волгодонская «Юность». Играла в составе команд СКИФ ШВСМ «Измайлово» и «КИНЕФ-Сургутнефтегаз» (г. Кириши, Ленинградская область) .

### Карьера в сборной
В сборной команде России с 2002 года. Участница Олимпийских игр (2004, 2008). Бронзовый призёр чемпионата мира (2003, 2007). Чемпионка Европы (2008). Бронзовый призёр чемпионата Европы (2003).

## Образование
Окончила Российский государственный университет физической культуры.